# Franz Lehrndorfer
Franz Lehrndorfer (Salzburg (Àustria), 10 d'agost, 1928 - Munic (Baviera, Alemanya), 10 de gener, 2013), va ser un organista, compositor i pedagog musical alemany.

## Vida i carrera
Lehrndorfer va créixer a Kempten (Allgäu), va rebre les seves primeres lliçons de música del seu pare, director de cor i musicòleg, i allí va ser organista als 9 anys. Va obtenir el seu diploma de batxillerat a la "Kempten Humanistic High School". De 1948 a 1951 va estudiar música per a l'església catòlica a Munic i hi va completar la classe magistral d'orgue el 1952. Franz Lehrndorfer estava casat amb Ingeburg Lehrndorfer. Lehrndorfer va morir el 10 de gener de 2013 i va ser enterrat al cementiri forestal de "Germering-Unterpfaffenhofen".

## Activitats professionals i artístiques
Després de completar els seus estudis, Lehrndorfer va treballar com a professor de música a la "Regensburger Domspatzen" sota el director de música de la catedral Theobald Schrems. El 1962 va començar la seva carrera educativa a la Universitat de Música de Munic, on va dirigir el departament de música i orgue de l'església catòlica de 1969 a 1993. A més, Lehrndorfer (com a successor de Heinrich Wismeyer) va ser organista de la catedral de la "Frauenkirche" de Munic de 1969 a octubre de 2002. Del 1998 al 2002 va ocupar una càtedra visitant a la Universitat Catòlica Portuguesa (Porto, Portugal).
Un focus particular de la seva activitat artística va ser la improvisació d'orgue. Una intensa activitat concertística el va portar a casa i a l'estranger, i ha realitzat nombrosos enregistraments radiofònics i discogràfics. Com a intèrpret, va interpretar sovint obres de Johann Sebastian Bach i Max Reger. A més de la música barroca, també es va dedicar a compositors contemporanis com Olivier Messiaen.
Ha donat concerts amb directors reconeguts com Heinz Wallberg, Rudolf Alberth, Jan Koetsier, Helmuth Rilling, Marinus Voorberg, Rudolf Kempe, Kurt Eichhorn, Eugen Jochum, Hans Stadlmair, Lothar Zagrosek i Lamberto Gardelli.
El 1973 va tocar obres per a piano a quatre mans de Mozart i Schubert amb Benjamin Britten a l'Acadèmia de Belles Arts de Baviera de Munic. Va interpretar estrenes de Harald Genzmer, Karl Höller, Robert Maximilian Helmschrott, Günter Bialas, Bertold Hummel, Heino Schubert i Hans-Ludwig Schilling.
Lehrndorfer va ser membre del jurat d'importants concursos, com ara l'ARD International Music Competition (Munic) i el "Haarlem International Organ Improvisation Competition" (Països Baixos).

## Estudiants (fragment)
| - Winfried Bönig - Christian Brembeck - Wolfgang Bretschneider - Roland Büchner - Gabriel Dessauer - Harald Feller - Andreas Fischer - Willibald Guggenmos - Franz Hauk - Christian Heiß - Marlene Hinterberger - Anne Horsch - Rudolf Kelber - Gunter Kennel | - Odilo Klasen - Edgar Krapp - Hans Leitner - Franz Lörch - Hubert Meister - Wolfram Menschick - Tomasz Adam Nowak - Herbert Paulmichl - Ludwig Ruckdeschel - Klemens Schnorr - Johannes Skudlik - Josef Still - Gerhard Weinberger - Markus Willinger |

## Assessor especialitzat en projectes de construcció d'orgues
De 1971 a 1975, Franz Lehrndorfer va treballar com a expert en òrgans per a l'arxidiòcesi de Munic i Freising. Més tard va ser responsable de projectes més grans:
- 1980: Òrgue del Monestir de Tegernsee, Església del castell de St Quirinus a Tegernsee (ciutat) (III/P/33) per Thomas Jann Orgelbau[3]
- 1993: Organs de la Frauenkirche (Munich) (Orgue Andrea) (III/P, 36 registres) de Thomas Jann Orgelbau[4]
- 1994: Orgue principal de la catedral de Munic (IV/P, 95 parades) de Thomas Jann Orgelbau[5]